# Meringis californicus
Meringis californicus är en loppart som beskrevs av Augustson 1953. Meringis californicus ingår i släktet Meringis och familjen mullvadsloppor. Inga underarter finns listade i Catalogue of Life.